# Alfred M. Moen
Alfred M. Moen (* 27. Dezember 1917 in Seattle; † 17. April 2001 in Destin (Florida)) war der Erfinder des Einhebelmischers.
Als Maschinenbau-Student an der University of Washington (die er nicht abschloss) arbeitete er 1937 nebenbei in einer Autowerkstatt, um seine Studiengebühren bezahlen zu können. Als er sich nachts vor dem Heimweg die Hände waschen wollte, verbrühte er sich an dem üblichen Wasserhahn mit zwei Ventilen die Hand. Er begann daraufhin, über eine Mischbatterie nachzudenken.
Sein erster Entwurf war eine Doppelventil-Armatur mit einer Nocke zur Steuerung der beiden Ventile, aber potenzielle Hersteller waren nicht beeindruckt. Zwischen 1940 und 1945 machte er mehrere weitere Entwürfe, aber in der Zeit des Zweiten Weltkriegs fand sich kein Hersteller, der die Produktion aufnehmen konnte. Später arbeitete Moen als Werkzeugmacher auf einer Marinewerft in Seattle. 1947 konnte er dort die Firma Ravenna Metal Products überreden, seinen neuesten Entwurf zu finanzieren und zu produzieren. Erstmals verkauft wurde sein Produkt in San Francisco für 12 Dollar. 
Die Erfindung führte zur Gründung der Moen Inc. in North Olmsted, Ohio, die heute 3500 Mitarbeiter beschäftigt und zu den weltgrößten Herstellern von Armaturen zählt. Dort war er Leiter der Forschungs- und Entwicklungsabteilung, bis er 1982 in den Ruhestand ging.